# Nicol (Vorname)
Nicol, auch in der Schreibweise Nikol, ist ein weiblicher und männlicher Vorname. Wie die ähnliche Form Nicola leitet er sich vom männlichen Vornamen Nikolaus ab.

## Namensträgerinnen
- Nicol David (* 1983), ehemalige malaysische Squash-Spielerin
- Nicol Delago (* 1996), italienische Skirennläuferin
- Nicol Gastaldi (* 1990), argentinische Skirennläuferin
- Nikol Kučerová (* 1989), tschechische Freestyle-Skierin
- Nicol Pitro (* 1975), verheiratete Nicol Bittner, deutsche Badminton-Spielerin
- Nicol Ruprecht (* 1992), österreichische ehemalige Rhythmische Sportgymnastin.

## Namensträger
- Nikol List (1654–1699), sächsischer Räuberhauptmann
- Nicol Ljubić (* 1971), deutscher Journalist und Schriftsteller
- Nicol McCloy (1944–2018), schottischer Badmintonspieler
- Nikol Paschinjan (* 1975), armenischer Politiker und Journalist
- Nicol Römer (1435–1493), sächsischer Kaufmann, Gewerke und Ratsherr
- Nicol Stephen, Baron Stephen (* 1960), schottischer Politiker
- Nikol Voigtländer (* 1940), deutscher Schauspieler, Theaterregisseur und Bühnenbildner
- Nicol von Schönberg (1603–1659), kurfürstlich-sächsischer Ober- und Kreissteuereinnehmer sowie Rittergutsbesitzer
- Nicol Williamson (1936–2011), britischer Schauspieler